# Johannes Teyssen

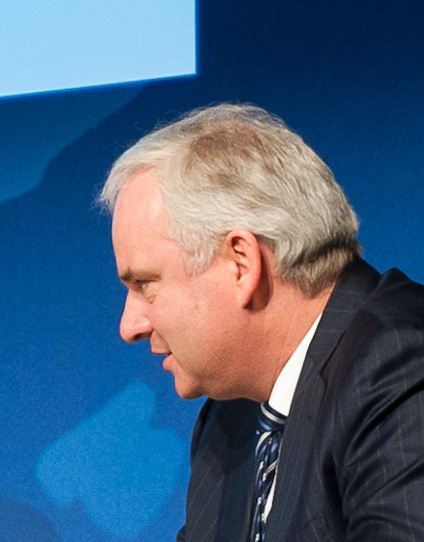
Dr. Johannes Teyssen, 2011.

Dr. Johannes Teyssen, född 10 september 1959 i Hildesheim i dåvarande Västtyskland, är en tysk företagsledare som är VD för energikoncernen Eon SE sedan 2010. Han sitter som ledamot i Nord Stream AG och har tidigare varit ledamot i bankkoncernen Deutsche Bank AG och stålproducenten Salzgitter AG. Teyssen började arbeta 1989 inom koncernen för VEBA, som är en av två föregångare till dagens Eon, med en avstickare som varade mellan 1998 och 2001 när han arbetade för Hastra AG och Avacon.
Han avlade kandidatexamen i nationalekonomi och juridik och en juris doktor vid Göttingens universitet.